# كارولينا سيودمياك
كارولينا سيودمياك (بالبولندية: Karolina Siódmiak) مواليد 14 سبتمبر 1981 في بولندا، هي لاعبة كرة يد بولندية تلعب كوسط مدافع. مثلت منتخب بولندا لكرة اليد للسيدات.

## سجل المنافسة
شاركت في البطولات التالية:
- بطولة العالم لكرة اليد للسيدات 2013
- بطولة أوروبا لكرة اليد للسيدات 2014

## روابط خارجية
- كارولينا سيودمياك على موقع الاتحاد الأوروبي لكرة اليد (الإنجليزية)